# Raja Ampatöarna

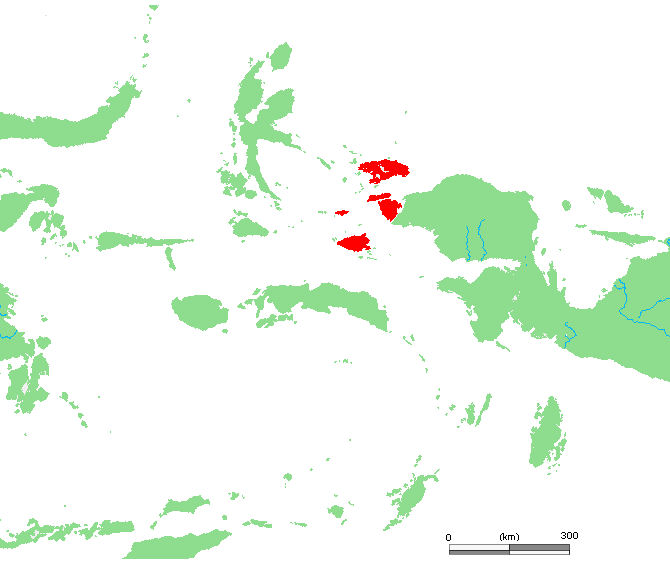
översiktskarta

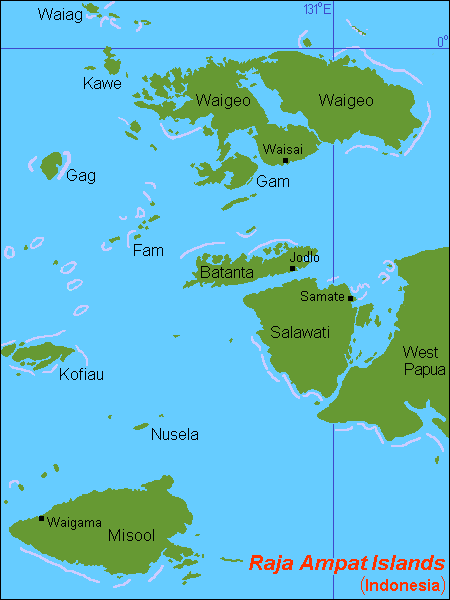
Raja Ampatöarna

Raja Ampatöarna (indonesiska Kepulauan Raja Ampat, "De fyra Kungarna") är en ögrupp i västra Stilla havet som tillhör Indonesien.
Ögruppen upptogs på Unescos världsarvslista 2005.

## Geografi
Raja Ampatöarna är en ögrupp öster om Moluckerna och ligger ca 2 700 km nordöst om Djakarta och ca 100 km nordväst om Nya Guinea. De geografiska koordinaterna är 0°14′ S och 130°31′ Ö. Geografiskt ligger öarna i Melanesien.
Området har ca 48 000 invånare. Huvudorten är Waisai på huvudön Waigeos sydvästra del. Den högsta höjden är den ca 1 185 m höga Gunung Batanta på Batantaön.
Förvaltningsmässigt utgör ögruppen "kabupaten" (distrikt) Raja Ampat och är underdelad i 10 "kecamatan" (kommun).

## Historia
Raja Ampatöarna beboddes troligen av melanesier redan ca 1500 f.Kr. och har länge legat inom sultanatet Tidores inflytandeområde.
I slutet på 1600-talet anlände Holländare från Vereenigde Oostindische Compagnie (Holländska Ostindiska Kompaniet) till ögruppen som kring slutligen hamnade under nederländsk överhöghet.
Nederländerna behöll kontrollen över ön, förutom en kort tid under andra världskriget då området ockuperades av Japan, fram till Indonesiens självständighet 1949.
2003 blev ögruppen en egen kabupaten (provins) efter att tidigare tillhört i Irian Jaya Baratprovinsen.
2005 sattes ögruppen upp på Unescos världsarvlista grundad på den biologiska mångfalden i det rika havslivet med såväl koraller (cirka 75 % av världens kända korallarter finns bland revområden här), havsväxter, blötdjur (över 700 arter) och fiskar (över 1000 arter). Senare uppmärksammat i Sveriges television.